# Décès en juillet 2016
Décès
- 2012
- 2013
- 2014
- 2015
- 2016
- 2017
- 2018
- 2019
- 2020

Pour une information complémentaire, voir la page d'aide.

| Date                | Nom                                                                | Activités | Âge   | Source |
| ------------------- | ------------------------------------------------------------------ | --- | ----- | ------ |
| 1er juillet         | Eudoxie Baboul                                                     | Supercentenaire française.                                                                                                  | 114   |        |
| 1er juillet         | Yves Bonnefoy                                                      | Poète français. | 93    |        |
| 1er juillet         | Robin Hardy                                                        | Réalisateur britannique. | 86    | (en)   |
| 2 juillet           | Kyle Calloway                                                      | Joueur de foot U.S. américain.                                                                                              | 29    | (en)   |
| 2 juillet           | Michael Cimino                                                     | Cinéaste américain. | 77    |        |
| 2 juillet           | Roger Dumas                                                        | Acteur et parolier français.                                                                                                | 84    |        |
| 2 juillet           | Horacio Etchegoyen                                                 | Psychanalyste argentin. | 97    | (es)   |
| 2 juillet           | Carlos Hernández                                                   | Boxeur vénézuélien. | 76    | (es)   |
| 2 juillet           | Rudolf Kalman                                                      | Mathématicien américain. | 86    | (hu)   |
| 2 juillet           | Euan Lloyd                                                         | Réalisateur et producteur de cinéma britannique.                                                                            | 92    | (en)   |
| 2 juillet           | Patrick Manning                                                    | Homme politique trinidadien, Premier ministre (1991-1995, 2001-2010).                                                       | 69    | (en)   |
| 2 juillet           | Michel Rocard                                                      | Homme d'État français, Premier ministre (1988-1991).                                                                        | 85    |        |
| 2 juillet           | Elie Wiesel                                                        | Écrivain et philosophe américain, prix Nobel de la paix 1986.                                                               | 87    |        |
| 3 juillet           | Arturo (ours blanc)                                                | Ours polaire | 31    | (en)   |
| 3 juillet           | Michael Beaumont                                                   | Aristocrate britannique, 22e Seigneur de Sercq.                                                                             | 88    | (en)   |
| 3 juillet           | Lou Fontinato                                                      | Hockeyeur sur glace canadien.                                                                                               | 84    | (en)   |
| 3 juillet           | Tomohiko Kira                                                      | Auteur-compositeur-interprète japonais.                                                                                     | 56    | (ja)   |
| 3 juillet           | Noel Neill                                                         | Actrice américaine. | 95    |        |
| 3 juillet           | Christian Petr                                                     | Écrivain, spécialiste de l'Inde et professeur de littérature.                                                               | 65    |        |
| 3 juillet           | Louise Rémy                                                        | Comédienne québécoise. | 77    |        |
| Mauricio Walerstein | Réalisateur, scénariste, producteur de cinéma, et acteur mexicain. | 71 | (es)  |        |
| 4 juillet           | Abbas Kiarostami                                                   | Réalisateur de cinéma iranien.                                                                                              | 76    |        |
| 4 juillet           | Didier Savard                                                      | Scénariste et dessinateur de bande dessinée français.                                                                       | 65    |        |
| 5 juillet           | Nine Culliford                                                     | Coloriste belge. | 86    |        |
| 5 juillet           | Andrzej Grzyb                                                      | Homme politique polonais.                                                                                                   | 64    | (pl)   |
| 5 juillet           | André Montmorency                                                  | Comédien québécois. | 77    |        |
| 6 juillet           | Michel Coloni                                                      | Prélat catholique français.                                                                                                 | 88    |        |
| 6 juillet           | Nicolau de Figueiredo                                              | Claveciniste, organiste, pianiste et chef d'orchestre brésilien.                                                            | 56    |        |
| 6 juillet           | Alain Labrousse                                                    | Journaliste, sociologue et géopoliticien français.                                                                          | 79    |        |
| 6 juillet           | John McMartin                                                      | Acteur américain. | 86    | (en)   |
| 6 juillet           | Gabriele Pescatore                                                 | Magistrat italien. | 99    | (it)   |
| 7 juillet           | Laure Beaumont-Maillet                                             | Historienne de l’art et conservatrice française.                                                                            | 69    |        |
| 7 juillet           | Rokusuke Ei                                                        | Parolier, écrivain et tarento japonais d'origine chinoise.                                                                  | 83    | (en)   |
| 7 juillet           | Turgay Şeren                                                       | Footballeur turc. | 84    | (en)   |
| 7 juillet           | Simon St. Pierre                                                   | Violoneux américain. | 86    | (en)   |
| 8 juillet           | Gérard Bourgeois                                                   | Compositeur et parolier français.                                                                                           | 80    |        |
| 8 juillet           | Abdul Sattar Edhi                                                  | Philanthrope pakistanais.                                                                                                   | 88    | (en)   |
| 8 juillet           | Paul-Jean Franceschini                                             | Écrivain et journaliste français.                                                                                           | 82/83 |        |
| 8 juillet           | William H. McNeill                                                 | Spécialiste américain de l'histoire globale connu pour ses travaux sur la société occidentale.                              | 98    | (en)   |
| 8 juillet           | Goldie Michelson                                                   | Supercentenaire américaine.                                                                                                 | 113   | (en)   |
| 8 juillet           | Jeffrey Nape                                                       | Homme politique papou-néo-guinéen, président du Parlement national (2004-2012) et deux fois gouverneur général par intérim. | 64/65 | (en)   |
| 8 juillet           | Jacques Rouffio                                                    | Réalisateur français. | 87    |        |
| 9 juillet           | Norman Abbott                                                      | Réalisateur, producteur de cinéma, scénariste et acteur américain.                                                          | 93    | (en)   |
| 9 juillet           | Víctor Barrio                                                      | Torero espagnol. | 29    |        |
| 9 juillet           | Geneviève Castrée                                                  | Auteure de bande dessinée canadienne.                                                                                       | 34    | (en)   |
| 9 juillet           | Kalle Havulinna                                                    | Hockeyeur sur glace finlandais.                                                                                             | 91    | (fi)   |
| 9 juillet           | Claude Monnier                                                     | Journaliste suisse. | 78    |        |
| 9 juillet           | Silvano Piovanelli                                                 | Cardinal italien. | 92    | (it)   |
| 9 juillet           | Sydney Schanberg                                                   | Journaliste américain. | 82    | (en)   |
| 9 juillet           | Fritzi Schwingl                                                    | Kayakiste autrichienne, médaillée de bronze aux Jeux olympiques d'été de 1948.                                              | 94    | (de)   |
| 10 juillet          | André Dion                                                         | Ornithologue canadien, québécois.                                                                                           | 94    |        |
| 10 juillet          | Katharina Focke                                                    | Femme politique allemande.                                                                                                  | 93    | (de)   |
| 10 juillet          | Valentine Friedli                                                  | Femme politique suisse. | 87    |        |
| 10 juillet          | Anatoli Isayev                                                     | Footballeur soviétique, champion aux Jeux olympiques d'été de 1956.                                                         | 84    | (ru)   |
| 10 juillet          | Norbert Joos                                                       | Alpiniste suisse. | 55    | (de)   |
| 10 juillet          | Alfred G. Knudson                                                  | Généticien américain. | 93    | (en)   |
| 10 juillet          | Adrian Monger                                                      | Rameur d'aviron australien, médaillé de bronze lors des Jeux olympiques de 1956.                                            | 83    | (en)   |
| 11 juillet          | John Brademas                                                      | Homme politique, physicien et professeur américain.                                                                         | 89    | (en)   |
| 11 juillet          | Corrado Farina                                                     | Réalisateur et scénariste italien.                                                                                          | 77    | (it)   |
| 11 juillet          | Robert Philippe                                                    | Footballeur français | 78    |        |
| 11 juillet          | Kurt Svensson                                                      | Footballeur suédois. | 89    | (sv)   |
| 12 juillet          | Joseph Antic                                                       | Joueur de hockey sur gazon indien, médaillé d'argent aux Jeux olympiques d'été de 1960.                                     | 90    | (en)   |
| 12 juillet          | Goran Hadžić                                                       | Président de la République serbe de Krajina durant la Guerre de Croatie.                                                    | 57    |        |
| 12 juillet          | Dominique Mézerette                                                | Réalisateur et scénariste français.                                                                                         | 61    |        |
| 12 juillet          | Lourens Munnik                                                     | Homme politique sud-africain, ancien député, ancien administrateur provincial et ancien ministre (1979-1986)                | 90    | (af)   |
| 13 juillet          | Héctor Babenco                                                     | Réalisateur, scénariste et producteur de cinéma argentin.                                                                   | 70    | (en)   |
| 13 juillet          | Robert Fano                                                        | Informaticien américain. | 98    | (en)   |
| 13 juillet          | Claude Le Ber                                                      | Cycliste sur route français.                                                                                                | 85    |        |
| 13 juillet          | Bernardo Provenzano                                                | Capo di tutti capi de la Cosa nostra.                                                                                       | 83    |        |
| 13 juillet          | Jack Riley                                                         | Hockeyeur sur glace canadien.                                                                                               | 97    | (en)   |
| 13 juillet          | Zygmunt Zimowski                                                   | Prélat catholique polonais, président du Conseil pontifical pour la pastorale des services de la santé (2009-2016).         | 67    |        |
| 13 juillet          | Abou Omar al-Chichani                                              | Djihadiste géorgien. | 30    |        |
| 14 juillet          | Helena Benitez                                                     | Femme politique philippine.                                                                                                 | 102   | (en)   |
| 14 juillet          | George Ramsay Cook                                                 | Historien canadien. | 84    |        |
| 14 juillet          | Péter Esterházy                                                    | Écrivain hongrois. | 66    |        |
| 14 juillet          | Atilio López                                                       | Footballeur et entraîneur paraguayen.                                                                                       | 91    | (es)   |
| 15 juillet          | Qandeel Baloch                                                     | Chanteuse et mannequin féministe pakistanaise.                                                                              | 26    |        |
| 15 juillet          | Frank Barnett                                                      | Homme politique américain.                                                                                                  | 83    | (en)   |
| 15 juillet          | Janez Bernik                                                       | Peintre slovène | 82    | (sl)   |
| 15 juillet          | Mounir Abou Debs                                                   | poète, dramaturge et metteur en scène franco-libanais.                                                                      | 84    | (en)   |
| 15 juillet          | Tor Lian                                                           | Dirigeant sportif de handball norvégien.                                                                                    | 71    | (no)   |
| 16 juillet          | René Caron                                                         | Comédien québécois. | 90    |        |
| 16 juillet          | Carlos Nine                                                        | Auteur et illustrateur argentin de bandes dessinées.                                                                        | 72    |        |
| 16 juillet          | Rudolph Polder                                                     | Peintre néerlandais. | 89    | (nl)   |
| 16 juillet          | Hugo Rietveld                                                      | Cristallographe néerlandais.                                                                                                | 84    | (nl)   |
| 16 juillet          | Nate Thurmond                                                      | Basketteur américain. | 74    | (en)   |
| 16 juillet          | Alan Vega                                                          | Chanteur américain. | 78    | (en)   |
| 16 juillet          | Claude Williamson                                                  | Pianiste américain de jazz.                                                                                                 | 89    | (en)   |
| 17 juillet          | Wendell Anderson                                                   | Hockeyeur sur glace puis homme politique américain.                                                                         | 83    | (en)   |
| 17 juillet          | Pierre de Grauw                                                    | Prêtre catholique, peintre, sculpteur et médailleur néerlandais.                                                            | 94    |        |
| 17 juillet          | Paul Johnson                                                       | Hockeyeur sur glace américain.                                                                                              | 81    | (en)   |
| 17 juillet          | Raymonde Tillon                                                    | Femme politique et résistante française.                                                                                    | 100   |        |
| 18 juillet          | Manuel Batshaw                                                     | Travailleur social canadien.                                                                                                | 101   | (en)   |
| 18 juillet          | Nikolaus Messmer                                                   | Prélat jésuite allemand, missionnaire au Kirghizistan.                                                                      | 61    | (de)   |
| 18 juillet          | Charles Najman                                                     | Réalisateur français. | 60    |        |
| 18 juillet          | Billy Name                                                         | Photographe et cinéaste américain.                                                                                          | 76    | (en)   |
| 19 juillet          | Laurence Pollet-Villard                                            | actrice française. | 46    |        |
| 19 juillet          | Bommi Baumann                                                      | Anarchiste allemand. | 68    | (de)   |
| 19 juillet          | Garry Marshall                                                     | Réalisateur, scénariste et producteur de cinéma américain.                                                                  | 81    |        |
| 19 juillet          | Aldo Monti                                                         | Acteur et cinéaste italien.                                                                                                 | 87    | (es)   |
| 20 juillet          | Dominique Arnaud                                                   | Cycliste sur route français.                                                                                                | 60    |        |
| 20 juillet          | Radu Beligan                                                       | Réalisateur roumain. | 97    | (ro)   |
| 20 juillet          | Pavel Cheremet                                                     | Journaliste biélorusse. | 44    |        |
| 20 juillet          | Dimitri                                                            | Clown et mime suisse. | 80    | (de)   |
| 20 juillet          | André Isoir                                                        | Organiste français. | 81    |        |
| 20 juillet          | Peter Velhorn                                                      | Footballeur puis entraîneur allemand.                                                                                       | 83    | (de)   |
| 21 juillet          | Adolph Bachmeier                                                   | Footballeur international américain.                                                                                        | 78    | (en)   |
| 21 juillet          | Roger Godement                                                     | Mathématicien français. | 94    |        |
| 21 juillet          | Luc Hoffmann                                                       | Ornithologue suisse. | 93    |        |
| 21 juillet          | Lewie Steinberg                                                    | Musicien américain. | 82    | (en)   |
| 22 juillet          | Dave Bald Eagle                                                    | Acteur, soldat, cascadeur et musicien américain.                                                                            | 97    | (en)   |
| 22 juillet          | Bernard Dufour                                                     | Artiste peintre, photographe et écrivain français.                                                                          | 93    |        |
| 22 juillet          | Ursula Franklin                                                    | Scientifique canadienne. | 94    |        |
| 23 juillet          | Monique Bouchez                                                    | féministe française | 90    |        |
| 23 juillet          | Carl Falck                                                         | Homme d'affaires norvégien.                                                                                                 | 109   | (no)   |
| 23 juillet          | Thorbjörn Fälldin                                                  | Homme politique suédois. | 90    | (sv)   |
| 23 juillet          | Guy Kédia                                                          | Journaliste sportif français.                                                                                               | 82    |        |
| 23 juillet          | Marceau Long                                                       | Haut fonctionnaire français.                                                                                                | 90    |        |
| 23 juillet          | Joe Napolitano                                                     | Réalisateur américain. | 67    | (en)   |
| 23 juillet          | Sayed Haider Raza                                                  | Artiste peintre indien. | 94    | (en)   |
| 23 juillet          | Jean Ricardou                                                      | Romancier français, spécialiste du Nouveau roman.                                                                           | 84    |        |
| 24 juillet          | Marni Nixon                                                        | Chanteuse et comédienne américaine.                                                                                         | 86    | (en)   |
| 25 juillet          | Judith Love Cohen                                                  | Ingénieure aérospatiale américaine.                                                                                         | 82    | (en)   |
| 25 juillet          | Artur Correia                                                      | Footballeur portugais. | 66    | (pt)   |
| 25 juillet          | Denis Dubourdieu                                                   | Vigneron et professeur, œnologue français.                                                                                  | 67    |        |
| 25 juillet          | Bülent Eken                                                        | Footballeur et entraîneur turc.                                                                                             | 92    | (tr)   |
| 25 juillet          | Pierre Fauchon                                                     | Homme politique français.                                                                                                   | 87    |        |
| 25 juillet          | Arundhati Ghose                                                    | Diplomate indienne, ambassadrice.                                                                                           | 76    |        |
| 25 juillet          | Halil İnalcık                                                      | Historien turc spécialiste de l'Empire ottoman.                                                                             | 100   | (tr)   |
| 25 juillet          | Dwight Jones                                                       | Basketteur américain, médaillé d'argent aux Jeux olympiques d'été de 1972.                                                  | 64    | (en)   |
| 25 juillet          | Slobodan Novak                                                     | Romancier et essayiste croate.                                                                                              | 82    | (hr)   |
| 26 juillet          | Roye Albrighton                                                    | Chanteur britannique du groupe de rock progressif Nektar.                                                                   | 67    | (en)   |
| 26 juillet          | Jacques Hamel                                                      | Prêtre catholique français.                                                                                                 | 85    |        |
| 26 juillet          | Mohamed Khan                                                       | Réalisateur égyptien. | 73    |        |
| 26 juillet          | Forrest Edward Mars, Jr.                                           | Milliardaire américain, héritier du fondateur du groupe Mars.                                                               | 84    | (en)   |
| 26 juillet          | Sandy Pearlman                                                     | Producteur de musique, manager, poète et auteur américain.                                                                  | 72    | (en)   |
| 27 juillet          | Paco Cano                                                          | Photojournaliste espagnol.                                                                                                  | 103   | (es)   |
| 27 juillet          | Jack Davis                                                         | Dessinateur américain. | 91    | (en)   |
| 27 juillet          | Jerry Doyle                                                        | Acteur et animateur américain.                                                                                              | 60    | (en)   |
| 27 juillet          | André Goustat                                                      | Homme politique français, cofondateur de Chasse, pêche, nature et traditions.                                               | 81    |        |
| 27 juillet          | James Alan McPherson                                               | Écrivain américain, prix Pulitzer en 1978.                                                                                  | 72    | (en)   |
| 27 juillet          | Máximo Mosquera                                                    | Footballeur péruvien. | 88    | (es)   |
| 27 juillet          | Einojuhani Rautavaara                                              | Compositeur finlandais. | 87    |        |
| 27 juillet          | Richard Thompson                                                   | Auteur de bande dessinée et illustrateur américain.                                                                         | 58    | (en)   |
| 27 juillet          | Piet de Jong                                                       | Homme politique néerlandais, Premier ministre des Pays-Bas (1967-1971).                                                     | 101   | (en)   |
| 28 juillet          | Martine Meirhaeghe                                                 | actrice française | 67    |        |
| 28 juillet          | Boualem Bessaih                                                    | Homme politique et professeur, homme de lettres algérien.                                                                   | 86    |        |
| 28 juillet          | Émile Grosshans                                                    | Footballeur français. | 77    |        |
| 28 juillet          | Émile Derlin Zinsou                                                | Homme d'État béninois, président de la République du Dahomey de 1968 à 1969.                                                | 98    |        |
| 29 juillet          | Guy Dessicy                                                        | Coloriste et publicitaire belge.                                                                                            | 92    |        |
| 29 juillet          | Lucille Dumont                                                     | Chanteuse et formatrice de chant québécoise.                                                                                | 97    |        |
| 30 juillet          | William E. Bell                                                    | Écrivain canadien. | 70    | (en)   |
| 30 juillet          | Gloria DeHaven                                                     | Actrice américaine. | 91    | (en)   |
| 30 juillet          | Pierre Garcia-Fons                                                 | Peintre et sculpteur français d'origine espagnole.                                                                          | 88    |        |
| 30 juillet          | Derek Hatfield                                                     | Navigateur canadien. | 63    | (en)   |
| 30 juillet          | Anna Marchesini                                                    | Actrice, écrivain et imitatrice italienne.                                                                                  | 62    | (it)   |
| 30 juillet          | Bertrand Schwartz                                                  | Ingénieur, pédagogue. | 97    |        |
| 31 juillet          | Chiyonofuji Mitsugu                                                | Lutteur de sumo japonais.                                                                                                   | 61    | (en)   |
| 31 juillet          | Bobbie Heine                                                       | Joueuse de tennis sud-africaine.                                                                                            | 106   | (en)   |
| 31 juillet          | Fazil Iskander                                                     | Poète et écrivain russe. | 87    | (en)   |
| 31 juillet          | Mariana Karr                                                       | Actrice argentine. | 66    | (es)   |
| 31 juillet          | Destin Onka                                                        | Footballeur congolais. | 28    |        |
| 31 juillet          | André Pangrani                                                     | Scénariste de bande dessinée, éditeur et nouvelliste français.                                                              | 51    |        |
| 31 juillet          | Seymour Papert                                                     | Mathématicien et informaticien américano-sud-africain.                                                                      | 88    | (es)   |
| 31 juillet          | Sylvie Roy                                                         | Femme politique québécoise, à formation d'avocate.                                                                          | 51    |        |
| 31 juillet          | Angelika Schrobsdorff                                              | Romancière allemande. | 88    | (de)   |
| 31 juillet          | Jean-Claude Wicky                                                  | Photographe et réalisateur suisse.                                                                                          | 70    | (de)   |